# Typhlatya iliffei
Typhlatya iliffei là một loài động vật giáp xác thuộc họ Atyidae. Đây là loài đặc hữu của Bermuda.